# Lijst van straten in Eemnes
Dit is een lijst van straten in Eemnes en hun oorsprong/betekenis. Veel namen hebben een agrarische achtergrond. Ook zijn er wijken met namen van grassen, vissen en vogels.

## A
- Aartseveen - zijstraat van de Noordersingel
- Akkerpad - zijstraat van het Melkpad

## B
- Barbeelstraat - karperachtige vissoort barbeel
- Beemdlang - plant beemdgras
- Beukeboomstraat - familienaam Beukeboom; wijk Zuidplaspolder
- Binder - landbouwwerktuig binder
- Blomsingel – familienaam Blom; wijk Zuidplaspolder
- Braadkamp - waar de donderdaagse straatmarkt wordt gehouden
- Bramenberg - zijstraat van de Zuidersingel
- Brasemstraat - zoetwatervis brasem; U-vormige zijweg van de Karperweg

## C
- Cor Rijkseweg - aangelegd in 1933, afgeleid van het oude erf (lang strook grond), waar de weg op kwam te liggen.[1]

## D
- Dingenaarserf - verbinding Aartseveen met Willemserf
- Dopsingel - familienaam Dop; wijk Zuidplaspolder
- Dravik - grassoort dravik
- Driest - ook wel dries of dres, was een akker die jarenlang als weiland werd gebruikt of braak bleef liggen. Ook wel gemeenschapsgrond die beurtelings als bouw- en grasland werd gebruikt.[2]

## E
- Eemhof - rivier de Eem is de grens met Bunschoten-Spakenburg; verbinding van Lambertsveen met Vosseveen
- Eemlustlaan - Eemlust was een buitenhuis dat rond 1750 aan de Wakkerendijk stond. Het buiten werd in 1831 afgebroken. Op een gegraveerd glas in Museum Flehite staat Eemlust afgebeeld met een theekoepel.[3]
- Eemweg - rivier de Eem is de grens met Bunschoten-Spakenburg
- Van Eijdenplantsoen – familienaam Van Eijden; wijk Zuidplaspolder
- Eikenlaan - loofboom eik
- Everserf - u-vormige zijstraat van de Aartseveen

## F
- Fazantenhof - vogelnaam fazant; zijstraat van de Noordersingel
- Forelweg - vissoort forel; zijstraat van de Noordersingel.

## G
- Geerenweg - een geer is een schuin toelopend stuk land
- Geutoomserf - u-vormige zijstraat van de Aartseveen
- Gorhaak - onderdeel van een oude boerenwagen. Door een lus om de gorhaak kon een touw aan een hooiwagen worden strakgetrokken[4]
- Goudhaver - grassoort goudhaver, waarvan de halmen hooguit 60 cm hoog worden
- Goyergracht Noord - onderdeel van de grenslijn Gooyergracht, de brede grenssloot tussen de gemeente Eemnes (provincie Utrecht) en Blaricum (Noord-Holland).
- Goyergracht Zuid - zie Gooyergracht
- Graanoogst - van de Torenzicht naar de Raadhuislaan

## H

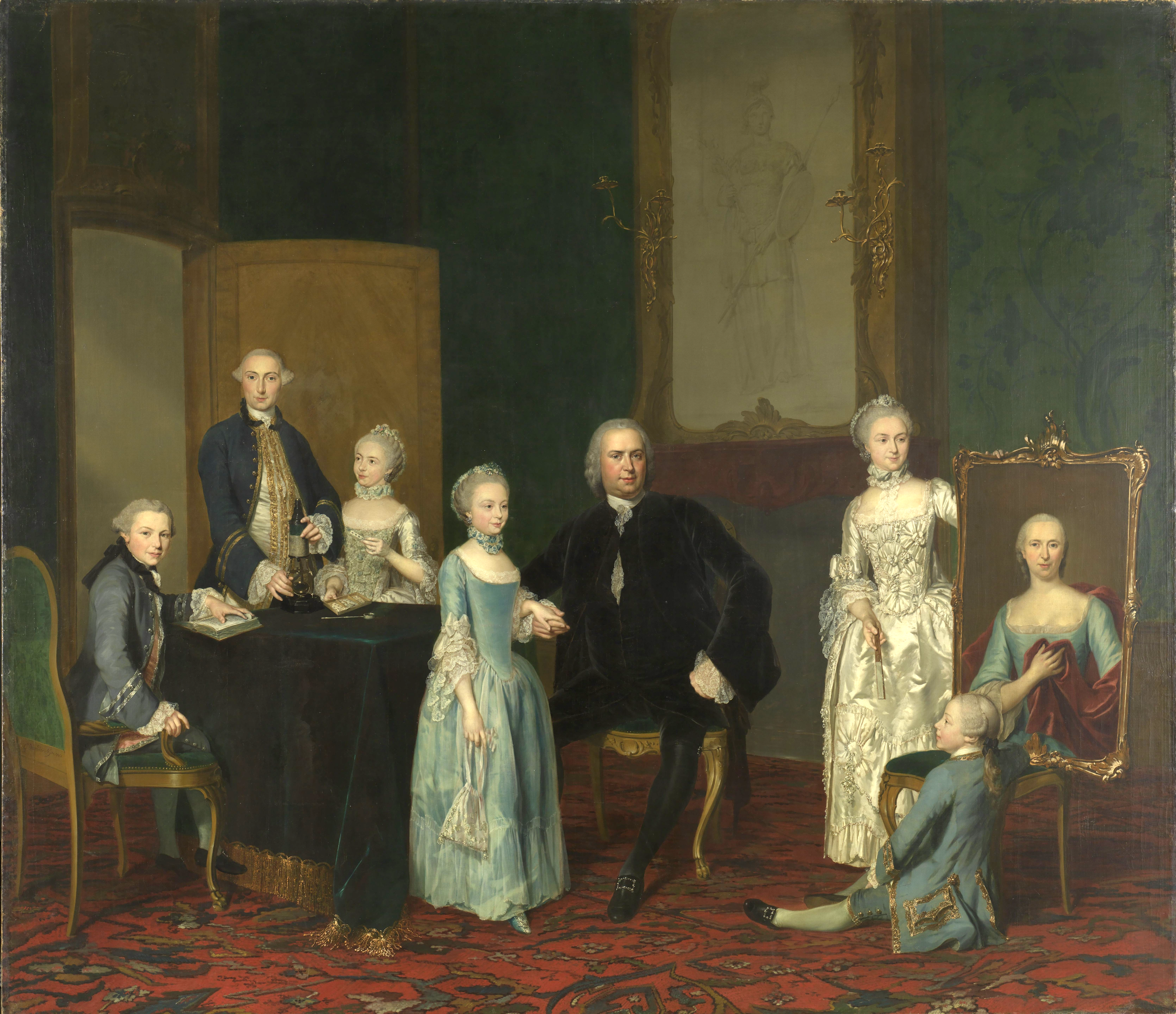
Pieter Cornelis Hasselaer met familie in 1763 (Rijksmuseum Amsterdam)

- Haagwinde - wilde plantensoort haagwinde
- Hagenstraat - familienaam Hagen. In de Zuidpolder, gelegen tussen de A27 en de Wakkerendijk worden vanaf 2018 ruim 500 woningen gebouwd. De straatnaam werd in 2018 vastgesteld, samen met vier andere straatnamen. De namen zijn gebaseerd op familienamen van oud-Eemnessers. Bij de keuze van de familienamen werd uitgegaan van het jaar 1811, het jaar waarin de burgerlijke stand in Nederland werd ingevoerd. Alle toen in Eemnes aangetroffen namen die ook in 2018 nog voorkwamen werden door de Historische Kring Eemnes voorgedragen. Het betrof naast de familienaam Hagen, de familienamen Mol, Hilhorst, Van Wijk en Perier.
- Hasselaerlaan - Pieter Cornelis Hasselaer (Batavia, 24 maart 1720 - 27 april 1796) was acht keer burgemeester van Amsterdam en was heer van de ambachtsheerlijkheid Eemnes-Binnen en -Buiten. Hij was eigenaar van kasteel Groeneveld in Baarn en initiator van veranderingen in landschapsstijl[5]. In 1739 erft hij het landgoed Groeneveld. Pieter raakt echter in geldnood en verkoopt Groeneveld in 1755.
- Heidelaan - verbinding van de Oud-Eemnesserweg via een tunnel met de Rijksweg bij hotel De Witte Bergen
- Herderstasje - herderstasje (soort), plantensoort
- Hilhorststraat – familienaam Hilhorst; In de Zuidpolder, gelegen tussen de A27 en de Wakkerendijk worden vanaf 2018 ruim 500 woningen gebouwd. De naam werd in 2018 vastgesteld, samen met vier andere straatnamen. De namen zijn gebaseerd op familienamen van oud-Eemnessers. Bij de keuze van de familienamen werd uitgegaan van het jaar 1811, het jaar waarin de burgerlijke stand in Nederland werd ingevoerd.  Alle toen aangetroffen namen in Eemnes die ook in 2018 nog voorkwamen werden door de Historische Kring Eemnes voorgedragen. Het betrof naast de familienaam Hilhorst, de familienamen Hagen, Mol, Van Wijk en Perier.
- Hondsdraf - wilde plant hondsdraf;
- Hoogeboomstraat – familienaam Hoogeboom; wijk Zuidplaspolder

## J
- Jonkheer C Röelllaan - Cornelis Röell (1867-1907) was van 1 juli 1895 - 24 maart 1907 burgemeester van Eemnes. Bij de aanleg van de laan in 1956 bleek de naam onjuist gespeld, namelijk met het trema op de o (ö) in plaats van op de e (ë). Hoewel de spelling van de naam in 1957 werd aangepast bleek de onjuiste spelling er later toch weer ingeslopen te zijn. De spellingsfout werd in 2020 opgemerkt door de Eemnesser straatnamencommissie.[6]
- Jonneveen - zijstraat van de Noordersingel

## K
- Kamgras - grassoort kamgras;
- Kamille - plantensoort kamille;
- Karperweg - zoetwatervis karper;
- Karwij - plantensoort karwij;
- Kerkstraat - De Kerkstraat is het oudste straatje van het dorp en loopt vanaf de Wakkerendijk westwaarts met een bocht voorbij de kerk, waarna de straat overgaat in Torenzicht. De Kerkstraat is het oudste straatje van Eemnes. Alle huizen hebben de status van rijksmonument, de Kerkstraat zelf is ‘beschermd dorpsgezicht’.
- Klaproos - wilde plantensoort klaproos
- Kolbleistraat - vissoort kolblei
- Korenschoof - een schoof van een graangewas dat is afgesneden wordt een garf, garve of korenschoof genoemd. Toen het graan met de hand werd geoogst werden de graanhalmen samengebonden.
- Korte Maatsweg -  in de Eemnesserpolder bij het Gemaal Eemnes. Een maat, made mede, meet of (Fries) miede is een stuk grasland dat meestal als hooiland gebruikt wordt.[7]
- Kropaar - wilde grassoort kropaar;

## L
- Laarderweg - richting Laren (Noord-Holland); de weg werd in vroeger jaren Meensteeg, Minnesteeg of Gemeentesteeg genoemd
- Lambertsveen - zijweg van de Noordersingel.
- Lange Maatsweg - weg in de Eemnesserpolder. Een maat, made mede, meet of (Fries) miede is een stuk grasland dat meestal als hooiland gebruikt wordt.[7]

## M

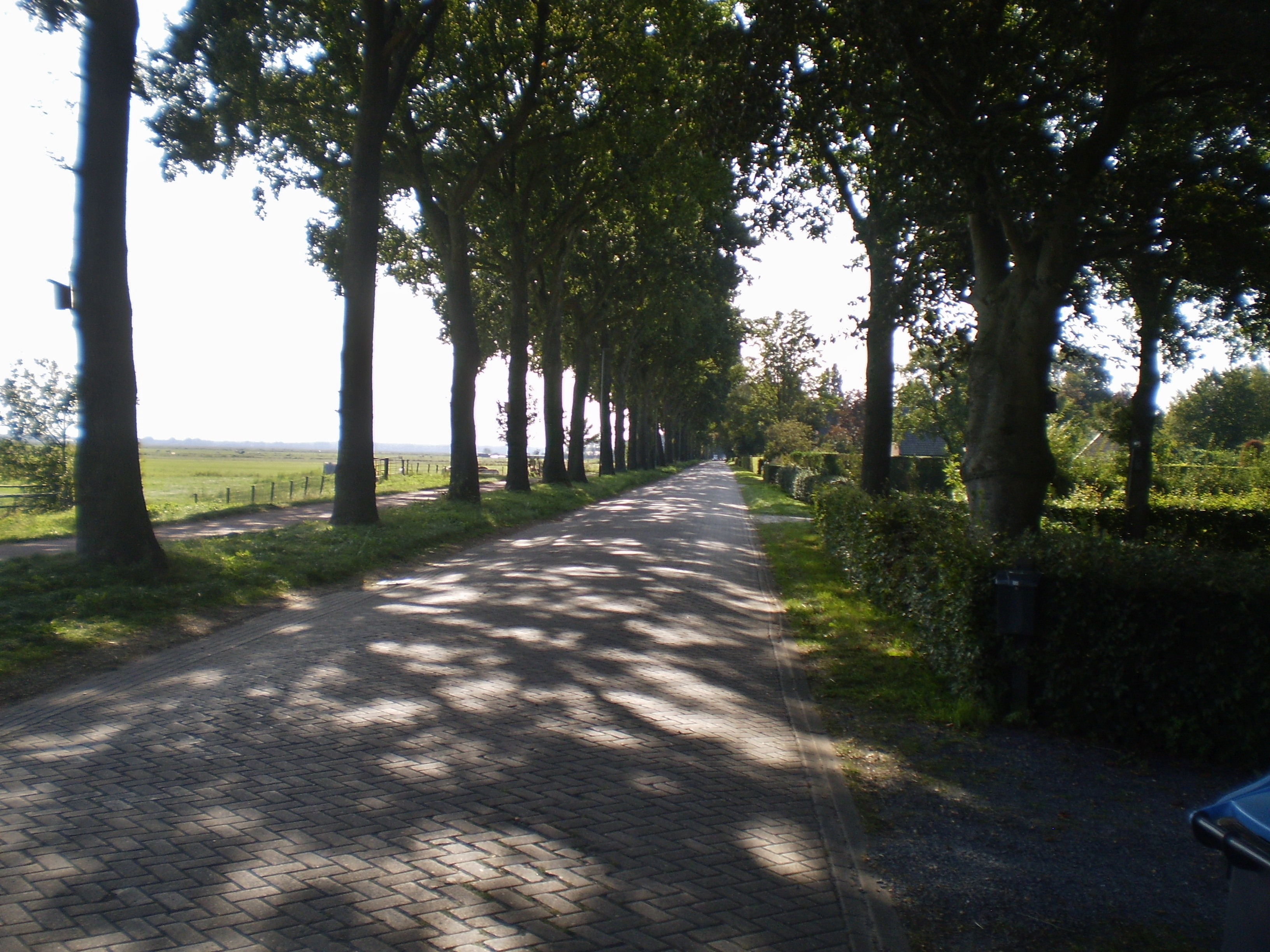
Meentweg richting Baarn

- Maaibalk - deel van een maaimachine waarin de messen zich bevinden. Het grootste deel van de maaibalk is de vingerbalk, een metalen staaf waarop metalen punten (vingers) zijn bevestigd en waarin een maaimes heen en weer bewoog.[8]
- Maalderij - zijstraat van Torenzicht, aansluitend op de Ploeglaan
- Makkerstraat – familienaam Makker; wijk Zuidplaspolder
- Marenestraat - U-vormige zijweg van de Karperweg
- Meentweg - meent, gemeenschappelijk stuk grond met een weidefunctie.
- Meervalweg - vissoort meerval; zijstraat van de Noordersingel
- Meeuwiskamp - verbinding van Simonsveen met Lambertsveen
- Melkpad - loopt parallel aan de Stadswijksingel;
- Molenweg - Nadat de molen in 1888 nog een nieuwe stoomketel kreeg, werd de molen in 1928 gesloopt.[9]
- Molsingel – familienaam Mol; In de Zuidpolder, gelegen tussen de A27 en de Wakkerendijk worden vanaf 2018 ruim 500 woningen gebouwd. De naam werd in 2018 vastgesteld, samen met vier andere straten. De namen in de wijk zijn gebaseerd op familienamen van oud-Eemnessers. Bij de keuze van de familienamen werd uitgegaan van het jaar 1811, het jaar waarin de burgerlijke stand in Nederland werd ingevoerd. Alle toen aangetroffen Eemnesser namen die ook in 2018 nog voorkwamen werden door de Historische Kring Eemnes voorgedragen. Het betrof naast de familienaam Mol, de familienamen Hagen, Hilhorst, Van Wijk en Perier.[10]

## N
- Nieuwe Maatsweg - in de Eemnesserpolder. Een maat, made mede, meet of (Fries) miede is een stuk grasland dat meestal als hooiland gebruikt wordt.[7]
- Nieuweweg - u-vormige zijstraat van de Goyergracht Noord, overgaand in de rotonde bij de Laarderweg
- Noordersingel - u-vormige weg aan de noordzijde van de Laarderweg

## O
- Oud Eemnesserweg - boogvormige zijstraat van de Zandheuvelweg langs de A27 naar de Albert Schweitzerweg en de weg over Anna's Hoeve op grens van Utrecht en Noord-Holland

## P
- Parklaan - verbindt de Rutgers van Rozenburglaan met de Plantsoen
- Patrijzenhof - vogelsoort patrijs (vogel)
- Perierstraat - familienaam Perier; In de Zuidplaspolder, gelegen tussen de A27 en de Wakkerendijk worden vanaf 2018 ruim 500 woningen gebouwd. De naam werd in 2018 vastgesteld, samen met vier andere straatnamen. De namen zijn gebaseerd op familienamen van oud-Eemnessers. Bij de keuze van de familienamen werd uitgegaan van het jaar 1811, het jaar waarin de burgerlijke stand in Nederland werd ingevoerd. Alle toen aangetroffen namen in Eemnews die ook in 2018 nog voorkwamen werden door de Historische Kring Eemnes voorgedragen. Het betrof naast de familienaam Perier, de familienamen Hagen, Hilhorst, Van Wijk en Mol.
- Pijlenkamp - verbinding van Simonsveen met Lambertsveen
- Pijpestrootje - grassoort pijpenstrootje
- Plantsoen - verbindingsweg Raadhuislaan met Torenzicht
- Ploeglaan - landbouwwerktuig ploeg; u-vormige zijweg van de Raadhuislaan
- Postpad – familienaam Post; wijk Zuidplaspolder

## R
- Raadhuislaan - zijweg van de Wakkerendijk
- Reijerserf - verbinding Willemserf met Jonneveen
- Rietgors - watervogel rietgors
- Rijksweg - loopt parallel aan de oostzijde van de A27
- Roerdomp - watervogel roerdomp
- Roodzwenk - grassoort Roodzwenkgras
- Ruisvoornstraat - zoetwatervis ruisvoorn; U-vormige zijweg van de Karperweg
- Ruiterskamp - zijweg Troeveveen;
- Ruizendaalstraat – familienaam Ruizendaal; wijk Zuidplaspolder
- Rutgers van Rozenburglaan - Jhr Rutgers van Rozenburg (1877 - 1966), was 29 jaar lang burgemeester van Eemnes. Diens zus jkvr. Maria Henriette Rutgers van Rozenburg (1872-1923) was getrouwd met de Eemnesser burgemeester Cornelis Röell. De Rutgers van Rozenburglaan loopt dan ook evenwijdig aan de Jonkheer Röelllaan.
- Ruwbeemd - grassoort Ruw beemdgras; zijstraat van de Goudhaver;

## S
- Schilderskamp - verbinding Troeveveen met Vosseveen
- Scholekster - vogelsoort scholekster
- Schoolpad - van Stadswijksingel naar Ploeglaan;
- Schootvork - landbouwwerktuig
- Schoutensingel – familienaam Schouten; wijk Zuidplaspolder
- Seldenrijkweg - doodlopende zijweg van de Wakkerendijk;
- Simonsveen - zijstraat van de Noordersingel
- Sleephark - boerengereedschap; zjstraat van de Wezeboom;
- Smalleveen - zijstraat van de Noordersingel
- Stachouwerweg - het oorspronkelijke weggetje door het Elberts Veen werd rond 1917 verhard door de Blaricummer Gerrit Rigter. Als vergoeding hiervoor werd tol geheven.
- Stammeweg - vanaf de Wakkerendijk in oostelijke richting van de Eem
- Streefoordlaan - voormalig huize Streefoord met bijbehorende boerderij stond op de plek van het huidige Molenweg 2 en werd gebouwd in 1840;[11] zijstraat van de Laarderweg
- Struisgras - grassoort struisgras

## T
- Torenzicht - in het verlengde van de Kerkstraat en doorlopend tot de Molenweg.
- Troeveveen - zijstraat van de Noordersingel

## V
- Veldweg - zijweg van de Laarderweg;
- Verbindingsweg - verbinding Nieuweweg-Laarderweg
- Vierkante Bosje - Het bosje lag achter de begraafplaats aan de Laarderweg en was bereikbaar via het Zandpad. Het bestond uit een stuk weiland, omzoomd door een strook bomen (houtwal).  De twee percelen weiland waren gescheiden door een sloot. In het midden daarvan lag een poel met een "wel". Voor 1932 was het eigendom van Hervormde Kerk van Eemnes-Binnen.[12] In 1943 stortte vlak bij het bosje een Engelse bommenwerper neer. Het Vierkante Bosje verdween bij de aanleg van de oprit naar Rijksweg A27 rond 1970.
- Vijverlaan - van de Stadswijksingel naar de Eemlustlaan
- Vlierberg - vlier, boomsoort; zijstraat van de Zuidersingel
- Vlosseveen - zijweg van de Noordersingel;
- Volkersweg - aangelegd in 1933, afgeleid van het oude erf (lange strook grond), waar de weg op kwam te liggen.[1]

## W

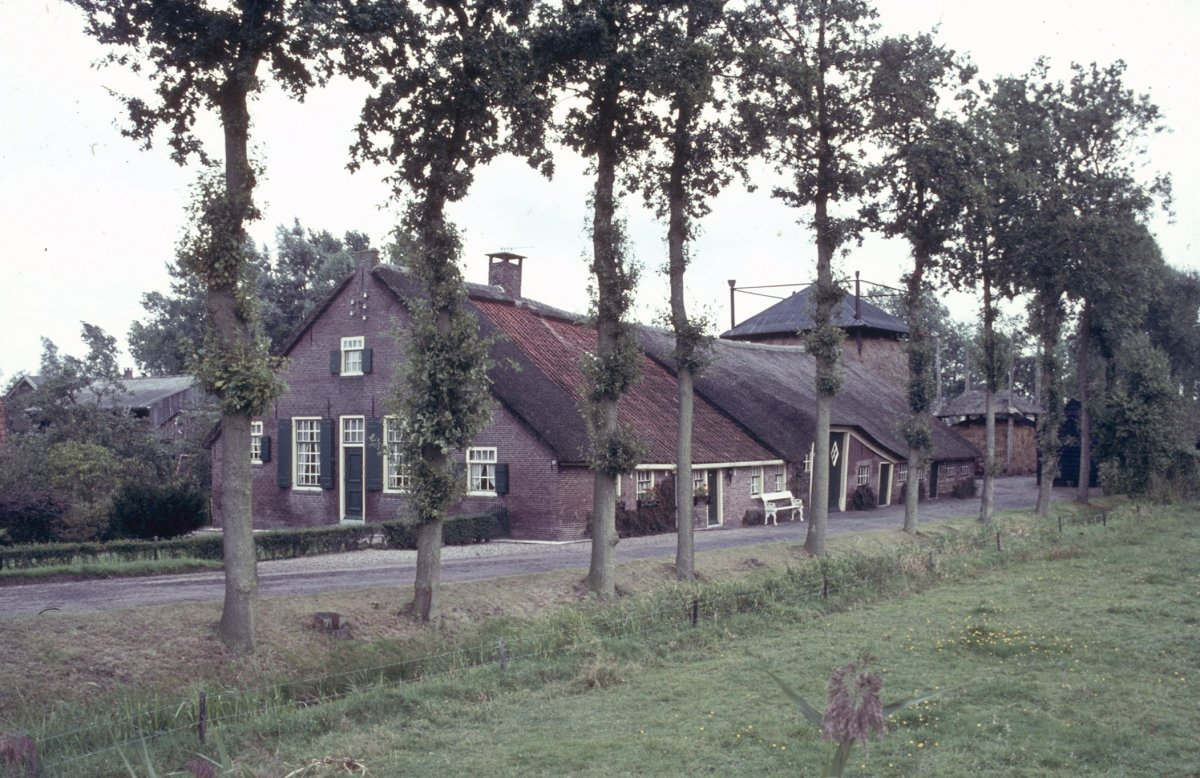
Wolfstede

- De Waag - zijstraat van de Wakkerendijk naar de Kerkstraat.
- Wakkerendijk - de Wakkerendijk loopt van Baarn richting Huizen met aan de oostzijde de Eemnesserpolder.
- Watermunt - waterplant watermunt; zijstraat van de Stadswijksingel, overgaande in Zilverschoon;
- Watersnip - watervogel watersnip; zijstraat van de Noordersingel;
- Van Wegenplantsoen – familienaam Van Wegen; wijk Zuidplaspolder.
- Wezeboom - bindstok op een vracht hooi of graan; zijstraat van de Stadswijksingel;
- Wiggertsweg - in de polder van Eemnes. In het verlengde van de Lange Maatsweg naar het pontje van Eemdijk.
- Willemserf - u-vormige zijweg van de Aartseveen.
- Witbol - grassoort witbol; zijstraat van de Zuidersingel.
- Wolfstedelaan - boerderij Wolfstede aan de Wakkerendijk.
- Van Wijkplantsoen – familienaam Van Wijk; In de Zuidpolder, gelegen tussen de A27 en de Wakkerendijk worden vanaf 2018 ruim 500 woningen gebouwd. De naam werd in 2018 vastgesteld, samen met vier andere straten. De namen zijn gebaseerd op familienamen van oud-Eemnessers. Bij de keuze van de familienamen werd uitgegaan van het jaar 1811, het jaar waarin de burgerlijke stand in Nederland werd ingevoerd. Alle toen aangetroffen namen in Eemnes die ook in 2018 nog voorkwamen werden door de Historische Kring Eemnes voorgedragen. Het betrof naast de familienaam Van Wijk, de familienamen Hagen, Hilhorst, Mol en Perier.

## Z
- Zaadkorrel - van Plantsoen naar Korenschoof.
- Zeeltweg - zoetwatervis zeelt; zijstraat van de Forelweg
- Zegge - grassoort zegge; van Pijpestrootje naar Roodzwenk.
- Zilverschoon - wilde plantensoort zilverschoon
- Zomertaling - vogelsoort zomertaling;  zijstraat van de Noordersingel
- Zonnebaarsweg - zoetwatervis zonnebaars; langs de vijver aan de noordzijde van de Noordersingel.

## Straten Zuidplaspolder
De straten in de Zuidplaspolder werden genoemd naar oude familienamen uit Eemnes. Uitgangspunt was het jaar 1811 toen de Nederlandse burgerlijke stand in Nederland werd ingevoerd. De gekozen namen kwamen ook nog voor in de Burgerlijke Stand van 2014.